# Schaakclub Caballos
Schaakclub Caballos is een schaakvereniging in Zottegem in de Belgische provincie Oost-Vlaanderen. De club is aangesloten bij de Koninklijke Belgische Schaakbond met stamnummer 462.

## Geschiedenis
Schaakclub Caballos Zottegem werd opgericht in 1977. Onder leiding van de stichtende voorzitter Luc De Clippeneer werden de eerste levensjaren ingezet. Er volgde een fusie met de schaakclub van Herzele en in 1985 sloot de club zich aan bij de Belgische schaakbond.
In die jaren behaalde de club verschillende kampioenentitels, waardoor ze kon promoveren naar de derde nationale klasse.
In 2000 richtte huidig voorzitter Hans Temmerman de Schaakacademie Zottegem op. Deze zorgde voor een belangrijke stijging van het aantal jeugdleden. Sindsdien geeft de club een zesjarige opleiding aan alle jeugdspelers van Zottegem en omstreken.
In 2012 speelt de club met tien teams in de nationale schaakcompetitie. Het sterkste team speelt in de tweede nationale.